# Final da Copa do Mundo de Ginástica Artística de 1975
A primeira Final da Copa do Mundo de Ginástica Artística foi realizada na cidade de Londres, na Inglaterra, em 1975 e contou com as provas do individual geral masculino e feminino.

## Medalhistas
| Evento           | Ouro                     | Prata                | Bronze                              |
| ---------------- | ------------------------ | -------------------- | ----------------------------------- |
| Masculino        |                          |                      |                                     |
| Individual geral | URS Nikolai Andrianov    | JPN Hiroshi Kajiyama | URS Alexander Dityatin              |
| Feminino         |                          |                      |                                     |
| Individual geral | URS Ludmilla Tourischeva | URS Olga Korbut      | HUN Marta Egervári URS Elvira Saadi |

## Quadro de medalhas
| Ordem | País            | Medalha de ouro | Medalha de prata | Medalha de bronze | Total |
| ----- | --------------- | --------------- | ---------------- | ----------------- | ----- |
| 1     | União Soviética | 2               | 1                | 2                 | 5     |
| 2     | Japão           |                 | 1                |                   | 1     |
| 3     | Hungria         |                 |                  | 1                 | 1     |
| TOTAL | TOTAL           | 2               | 2                | 3                 | 7     |